# Liu Boming
Liu Boming (in cinese semplificato: 刘伯明; in cinese tradizionale: 劉伯明;) (Heilongjiang, 29 ottobre 1966) è un astronauta cinese.
Ha partecipato alla missione Shenzhou 7 in cui è stata realizzata la prima camminata spaziale del programma cinese.